# Zen budizem
Zen je šola mahajana (mahāyāna) budizma, v kitajskem jeziku znana kot čán. Izraz čán izvira iz sanskrtske besede dhjana (dhyāna), ki pomeni »meditacija« (glej poglavje Etimologija).
Zen poudarja izvajanje dharme in izkustveno modrost — zlasti v obliki meditacije, poznane kot zazen — v iskanju prebujenja, ki ga pogosto preprosto imenujejo pot razsvetljenja. Zen tako ne poudarja teoretičnega znanja in preučevanja verskih besedil, temveč neposredno, izkustveno samouresničenje s pomočjo meditacije in izvajanja dharme.
Osnovanje zena tradicionalno pripisujejo Bodhidharmi, južnoindijskemu palavskemu princu, spreobrnjenemu v meniha. Bodhidharma je pripotoval na Kitajsko, da bi poučeval »poseben prenos zunaj svetih spisov«, ki »ne temelji na besedah«. Pojav zena kot ločene šole budizma je bil prvič dokumentiran na Kitajskem v 17. stoletju n. št. Menijo, da se je razvil kot zmes raznih smeri budizma mahajana — vključno s filozofijami jogačara in madhjamaka ter z literaturo Pragnjaparamite (Prajñāpāramitā) — in krajevnih kitajskih tradicij, kot so taoizem in budizem hujan. Iz Kitajske se je zen kasneje razširil južneje, v Vietnam ter proti vzhodu, na Korejo in na Japonsko.

## Etimologija
Japonska beseda »zen« je sinojaponska izgovorjava kitajskega znaka 禅, ki ga v sodobni standardni mandarinščini izgovarjamo kot [tʂʰán], vendar so ga v srednji kitajščini verjetno izgovarjali kot [d͡ʑen]. Izraz »zen« je pravzaprav krajšava redko rabljene dolge oblike zena (禅那), oziroma mandarinske besede čana. Vse oblike teh izrazov izvirajo iz sanskrtske besede dhjána (ध्यान) (pali: džhána), ki se nanaša na posebno vrsto meditacije. Sanskrtska beseda izvira iz indoevropskega korena *dheiə-, ki pomeni »videti« ali »gledati«. Kljub temu da zahodni svet večinoma uporablja besedo »zen«, je ta oblika budizma znana tudi kot čan na Kitajskem, seon v Koreji, thien v Vietnamu in dhjána v Indiji.

## Mitologija
V zenu najdemo razne legende in mitologije, ki so večinoma del kitajskega in japonskega ljudskega izročila, vendar jih je treba ločevati od zgodovine zena.

## Cvetlična pridiga
Izvor budizma zen pripisujejo Cvetlični pridigi, enemu najzgodnejših virov iz 14. stoletja. Pravijo, da je nekega dne Buda okrog sebe zbral svoje učence za razpravo o dharmi. Ko so bili zbrani okrog njega, je bil Buda popolnoma tih, zato so nekateri mislili, da je utrujen ali bolan. Buda, še vedno molčeč, je z roko dvignil cvet in nekateri učenci so se trudili razložiti, kaj naj bi to pomenilo, čeprav nihče od njih ni imel prav. Le Mahakasjapa (Mahākāśyapa) je tiho strmel v cvet in naj bi na ta način iz Budovega uma, onstran besed, prejel posebno razumevanje. Mahakasjapa, ki je nekako razumel pravi neizrekljivi pomen cveta, se je nasmehnil, Buda pa je nato s sledečim govorom potrdil njegov vpogled:
Jaz imam pravo oko dharme, čudoviti um nirvane, pravo obliko brezobličnega, subtilna vrata dharme, ki ne temeljijo na besedah ali črkah, temveč na posebnem prenosu onstran svetih spisov. Te stvari zaupam Mahakasjapi.
Tako se je s pomočjo zena razvila pot, ki se osredotoča na neposredno izkustvo in ne na razumska prepričanja ali razkrita sveta besedila. Modrost se ni prenašala v pisni obliki, temveč iz roda v rod, od učitelja do učenca, v obliki neposrednega učenja. Navadno učijo, da je rod učiteljev zena neprekinjen in sega vse od Bude pa do današnjega časa. Zgodovinsko gledano je ta trditev sporna zaradi pomanjkanja dokazov. D. T. Suzuki meni, da so to trditev iznašli hagiografi, da bi zenu dali pridih legitimnosti in prestiža.

### Bodhidharma
Od Mahakasjape, preko raznih drugih učiteljev in učencev, je dharmo prejel tudi indijski menih Bodhidharma. Nemalo učenjakov je domnevalo, da Bodhidharma kot oseba ni nikoli zares obstajal, ampak je bil kombinacija raznih zgodovinskih likov v razponu nekaj stoletij.
V Pesmi razsvetljenja (證道歌 Zhèngdào gē), katere avtor je Yǒngjiā Xuánjué (665-713) — eden izmed glavnih učencev Huìnénga, 6. patriarha budizma čan — je zapisano, da je bil Bodhidharma 28. patriarh od Mahakasjape, učenca Šakjamuni Bude, ter prvi patriarh budizma čan:
: Mahakasjapa je bil prvi, ki je vodil linijo prenosa;
osemindvajset Očetov mu je sledilo na Zahodu.
Luč je nato preko morja prispela v to deželo
in Bodhidharma je tu postal Prvi Oče:
njegov plašč, kot nam je znano, je predalo šest Očetov
in z njihovo pomočjo je mnogo umov ugledalo Luč.
Legenda pravi, da je Bodhidharma kar nekaj desetletij preživel v jami, kjer je strmel v jamsko steno in meditiral. Indijo je zapustil leta 517 n. št. in prispel na Kitajsko leta 520 n. št., da bi budizem razširil po Aziji. Ko je prispel na cilj, je ugotovil, da je budizem, ki je bil tam že uveljavljen, sprevržen zaradi vraževerne bogaboječnosti ter da mu manjka pravi uvid. Bodhidharma se je iz tega naslova osredotočil na neposredno razumevanje posameznikovega izkustva pod vodstvom učitelja zena, hkrati pa je odvračal zgrešeno čaščenje Bud zavoljo vraževerja. Bodhidharmi pogosto pripisujejo Pridigo krvnega obtoka (Bloodstream Sermon), ki je bila pravzaprav napisana precej časa po njegovi smrti.
: Bude ne rešijo Bud. Če za iskanje Bude uporabljaš um, ne boš videl Bude. Dokler Budo iščeš drugje, ne boš videl, da je tvoj lastni um Buda. Ne uporabljaj Bude za čaščenje Bude. In ne uporabljaj uma za priklic Bude. Bude ne recitirajo suter. Bude se ne držijo zapovedi in Bude ne kršijo zapovedi. Bude se ne držijo ali kršijo ničesar. Bude ne delajo dobrega ali zlega.
Da bi našel Budo, moraš videti svojo naravo.
Druga slavna legenda o Bodhidharmi govori o njegovem srečanju s cesarjem Vujem. Cesar Wu se je zanimal za budizem in potrošil veliko vsoto javnega premoženja za ustanovitev budističnih samostanov na Kitajskem. Ko je izvedel, da je na Kitajsko prišel velik budistični učitelj, Bodhidharma, se je želel z njim sestati. Ko sta se srečala, ga je cesar Wu vprašal, koliko dobre karme je dobil zaradi svoje plemenite podpore budizma? Bodhidharma mu je odgovoril: »Prav nič.« Cesar ga je nato vprašal: »Kaj pa je potem resnica (budističnih) učenj?« »Neizmerna praznina, nič svetega,« mu je odgovoril Bodhidharma. Cesar Wu je še vedno vztrajal: »Kdo pa si potem ti, ki stojiš pred menoj?« »Ne vem,« mu je odgovoril Bodhidharma in odšel.
Spet, druga legenda o Bodhidharmi pripoveduje, kako je nekoč obiskal šaolinski tempelj v kraljestvu Vei, kjer je menihe naučil sklop vaj, ki so kasneje postale temelj za šaolinske borilne veščine.

## Zgodnja zgodovina
Večji del zgodovine zena je tesno prepleten z mitologijo, kot je opazno v prejšnjih odstavkih. Zgodovinski viri, potrebni za celovit in natančen opis zgodovine zena, ne obstajajo več. Čan, kot je običajno poznan v budizmu zen zgodnje Kitajske, se je verjetno razvil iz vzajemnega vpliva budizma mahajana in taoizma. Nekateri učenjaki prav tako trdijo, da so korenine čana jogijske vaje, še posebej kamathana (kammaṭṭhāna), pozornost na svojo aktivnost in na okolico, in kasina (kasiṇa), popolna osredotočenost uma.
Ko je budizem vstopil na Kitajsko, je nanj vplival stik s taoističnimi verami. Tedanji prevajalci so budistične svete spise prevajali s taoističnim besednjakom, ker so budizem dojemali kot nekakšno tujo obliko taoizma. V obdobju tang, je taoizem vključeval značilne budistične elemente, kot so samostani, vegetarijanstvo, prepoved uživanja opojnih substanc, doktrino praznine ter zbiranje svetih besedil v »trojno urejenost«. V tem času je budizem čan postal največja ločina kitajskega budizma.
Ustanovitev čana tradicionalno pripisujejo indijskemu princu Bodhidharmi (zgodnje peto stoletje), ki je na Kitajsko pripotoval, da bi poučeval »poseben prenos zunaj svetih spisov«, ki »ne temelji na besedah«. Bodhidharma se je nastanil v kraljestvu Wei, kjer je za svoja učenca vzel Daoyuja in Huikeja. Na začetku so Bodhidharmovo učenje na Kitajskem imenovali »Indijska sekta Ene poti«. Ena pot (sanskrt ekayāna), poznana tudi kot Največja pot ali Budova pot, je razložena v Lankavatara sutri, ki je bila tesno povezana z Bodhidharmo. Kljub temu oznaka »sekta Ene poti« ni prešla v splošno uporabo, zato je učenje Bodhidharme postalo znano kot sekta čan, zaradi primarnega osredotočanja na izvajanje in vadbo čana. Tik pred smrtjo je Bodhidharma kot svojega naslednika izbral Huikeja. Tako je Huike postal prvi kitajski partiarh ter drugi patriarh čana na Kitajskem. Bodhidharma naj bi Huikeju, kot znamenje prenosa dharme, zapustil tri predmete: plašč, skledo in kopijo Lankavatara sutre. Prenos se je nato nadaljeval od drugega patriarha, Huikeja, do tretjega, Sengcana, četrtega, Dao Xina in do petega patriarha, Hongrena.
Šesti in zadnji patriarh, Huineng (638–713), je bil eden izmed velikanov zgodovine čana, zato ga imajo vse današnje šole za svojega prednika. Kljub temu dramatična zgodba Huinengovega življenja govori o spornosti njegovega naziva patriarha. Potem ko ga je Hongren, peti patriarh, izbral in mu podelil naziv, je bil Huineng prisiljen ponoči zbežati na jug, v tempelj Nanhua, da se je izognil srdu Hongrenovih ljubosumnih starejših učencev. Kasneje, sredi osmega stoletja, so menihi, ki so se imeli za Huinengove naslednike in se imenovali Južna šola, javno nasprotovali naslednikom Hongrenovega javno priznanega učenca, Shenxiuja (神秀). Učenjaki so prepričani, da na tej točki (polemika teh dveh nasprotujočih si struj) čan vstopi v območje polno dokumentirane zgodovine. Poleg nesoglasja o nasledstvu, je Južna šola povezana z učenjem, da je razsvetljenje nenadno, medtem ko je Severna šola učila, da razsvetljenje dosežemo postopoma. Sčasoma je postala Južna šola prevladujoča, njihovi severni tekmeci pa so izumrli. Sodobni raziskovalci dvomijo v pristnost te zgodbe, saj so edini preživeli viri delo članov Južne šole.
Sledi seznam šestih patriarhov čana na Kitajskem, kot jih navajajo tradicionalni viri:
1. Bodhidharma (बोधिधर्म) približno 440 - približno 528
2. Huike (慧可) 487 - 593
3. Sengcan (僧燦) ? - 606
4. Daoxin (道信) 580 - 651
5. Hongren (弘忍) 601 - 674
6. Huineng (慧能) 638 - 713

## Pet hiš zena
Klasični zen, ki se je razvijal predvsem v dinastiji Tang na Kitajskem, je tradicionalno in zgodovinsko razdeljen v Pet hiš zena ali pet »šol«. V tedanjem času jih niso dojemali kot šole ali sekte, a jih je kasneje zgodovina tolmačila na tak način. Na začetku šole niso bile institucionalizirane, bile so brez dogme, učiteljev, ki so jih ustanovili, pa niso malikovali.
Pet hiš zena so:
- guijang (japon., igjo), poimenovana po mojstrih Guishanu Lingyou (japon., Isan Reiy, 771-854) in Yangshanu Huijiju (japon., Kyozan Ejaku, 813-890)
- lindži (japon., rinzai), poimenovana po mojstru Linjiju Yixuanu (japon., Rinzai Gigen, umrl leta 866)
- kaodong (japon., soto), poimenovana po mojstrih Dongshanu Liangjieju (japon., Tozan Ryokai, 807-869) in Caoshanu Benjiju (japon., Sozan Honjaku, 840-901)
- junmen (japn., ummon), poimenovana po mojstru Yunmenu Wenyanu (japon., Ummon Bun’en, umrl leta 949)
- fajan (japon., hogen), poimenovana po mojstru Fayanu Wenyiju (tudi Fa-jen Ven-i) (japon., Hogen Mon’eki, 885-958)

Večina rodbin zena v Aziji in drugod po svetu se je izvirno razvila iz prvotnih petih hiš zena.

## Zenovska učenja in prakse

### Temelji
Zen, tako kot druge šole budizma mahajana, trdi, da imajo vsa čuteča bitja Budovo naravo, univerzalno naravo prirojene modrosti (sanskrt, prajñā) in vrline ter poudarja, da Budova narava ni nič drugega kot zgolj narava uma. Namen izvajanja zena je s pomočjo meditacije in pozornosti na vsakodnevna izkustva odkriti to Budovo naravo v vsakem posamezniku. Tisti, ki izvajajo zen, verjamejo, da jim to daje nove perspektive in vpoglede v obstoj, kar na koncu pripelje do razsvetljenja.
Za razliko od številnih drugih budističnih ločin zen odvrača zanašanje na verska besedila in razprave o metafizičnih vprašanjih. Zen meni, da te stvari posameznika zavajajo, da išče zunanje odgovore, namesto da bi v samemu sebi poiskal neposredno, intuitivno zaznavo Budove narave. To notranje iskanje je poznano pod mnogimi imeni, kot so »introspekcija«, »korak nazaj«, »pogled v notranjost« itd.
V tem pogledu lahko zen, kot način poglobitve duhovne prakse in v primerjavi z drugimi religijami, dojemamo kot izjemno nefilozofsko, ikonoklastično, svobodnjaško in praktično veroizpoved. Pomembnost neodvisnosti od pisane besede v zenu je pogosto napačno razumljeno kot nasprotovanje uporabi besed. Vendar je zen globoko zakoreninjen v pisnih učenjih Gavtama Bude in v filozofiji budizma mahajana. Zen torej poudarja, da se je prebujenje, ki ga je učil Buda, pojavilo s pomočjo meditacije, ne pa preko besed, ki jih je prebral ali odkril, zato tudi drugi ljudje s pomočjo meditacije lahko odkrijejo enaka spoznanja, kot jih je Buda.
Učenja o tehniki in vadbi gledanja v notranjost najdemo v mnogih sutrah in drugih besedilih budističnih kanonov, na začetku na Kitajskem pa se je zen zatekal predvsem k Mahajana sutram in še posebej k Lankavatara sutri. Zen so na začetku povezovali s slednjo sutro, zato ker je Bodhidharma poučeval meditacijske tehnike prav s pomočjo Lankavatara sutre. Kitajski zen je svojo slavno neodvisnost od katerega koli svetega spisa deloma vzgojil kot odziv na takšno omejeno istovetenje z enim samim besedilom. Kljub temu pa podrobnejši pregled učenj zgodnjih mojstrov zena jasno razkriva njihovo dobro poznavanje verskih spisov. Na primer: v Tribunski sutri šestega patriarha in ustanovitelja, Huinenga, ta slaven »nepismen« mojster zena navaja in razlaga Diamantno sutro, Lotos sutro, Vimalakirti sutro, Šurangama sutro in Lankavatara sutro.
S prihodom budizma na Kitajsko, je bila doktrina treh temeljnih praks — vadba kreposti in upoštevanja naukov (sanskrt, šila), urjenje uma s pomočjo meditacije (dhjana), včasih imenovano tudi osredotočanje (samadhi) ter vadba razsodnosti in modrosti (pragnja) — že osnovana v Pali kanonu. Ko se je budizem prilagodil kitajski kulturi, so se v povezavi z učenji razvile tudi tri vrste učiteljev, ki so bili izurjeni na enem izmed treh področij. Vinaja mojstri so se podrobno spoznali na vsa pravila discipline za menihe in nune. Dhjana mojstri so bili vešči v izvajanju meditacije, dharma mojstri pa bili dobro podkovani v budističnih svetih spisih. Kmalu so nastali samostani in vadbeni centri, kjer so se osredotočali na vadbo vinaje ali na preučevanje svetih spisov. Dhjana ali čan mojstri so običajno raje vadili v samotnih puščavniških kočah ali pa so sodelovali z vinaja samostani in v sutra centrih.
V poznem petem stoletju so se dhjana mojstri zena, ki so sledili Bodhidharmovim naukom, osredotočili predvsem na izvajanje meditacije ter menili, da zgolj upoštevanje pravil discipline ali intelektualnih učenj svetih spisov ne poudarja dovolj dejanske vadbe in osebnega izkustva Budove meditacije, ki ga je pripeljala do prebujenja. Prebujenje v slogu Bude, ne slepo upoštevanje pravil ali učenje besedil na pamet, je postalo vodilno geslo pristašev dhjana zena. Dvesto let po Bodhidharmi, na začetku dinastije Tang, za časa Damana Hongrena (601-674), je postal zen Bodhidharmovih naslednikov priznan kot ločena in pristna šola budizma.
Jedro zena je sedeča meditacija, znana tudi kot zazen. Zazen vključuje tako držo, v kateri je Buda doživel razsvetljenje, kot tudi elemente pozornosti in osredotočanja, ki so del plemenite osemčlene poti, ki jo je učil Buda. Vsa temeljna Budova učenja — pet predpisov, skandha in trije pečati obstoja — so pomembni sestavni del zena. Za razliko od večine budistov, ki globoko spoštujejo določene kraje, imenovane bodhimandala (krog ali kraj razsvetljenja), zen budisti menijo, da se bodhimandala lahko nahaja kjer koli oseba sedi v pristni meditaciji.
Zen si kot poganjek budizma mahajana deli mnogo gonilnih načel te šole, še posebej ideal bodhisattve. Zen, poleg zgodovinskega Bude, časti še nekatere značilne like iz mahajana tradicije, kot so Guanjin (Guānyīn), Manjdžušri (Mañjuśrī), Samantabhadra in Amitabha. Kljub temu da poudarja prenos učenj neodvisno od svetih spisov, se je zen močno opiral na Mahajana sutre, še posebej na Srčno sutro, Diamantno sutro, Vadžračedika pranjaparamito, Lankavatara sutro in odstavek Samantamukha parivarta iz Lotos sutre.
Zen je, paradoksno, tudi sam proizvedel bogat korpus literature, ki je postala del njegove prakse in učenj. Med najzgodnejšimi (okrog 9. stol. n. št.) in najbolj preučevanimi besedili zena je Tribunska sutra šestega patriarha, ki jo včasih pripisujejo Huinengu. Druga besedila obsegajo še razne zbirke koanov in Šōbōgenzō Dogen Zendžija.
Urjenje zena poudarja vsakodnevno vadbo, skupaj z intenzivnimi intervali meditacije. Pomemben del prakse zena je skupna vadba. D. T. Suzuki je napisal, da so elementi zenovskega življenja ponižnost, marljivost, služenje in pomoč drugim, molitev in hvaležnost ter meditacija. Kitajski mojster zena Baizhang (720–814 n. št.) je avtor znamenitega reka, ki je bil vodilno načelo njegovega življenja: »Dan brez dela je dan brez jela.«

### Zen meditacija

#### Zazen
Kot namiguje že beseda »zen«, je sedeča zen meditacija jedro vadbe zena. V japonščini se imenuje zazen (坐禅; kitajsko tso-čan ali zuòchán v prečrkovanju pinjin). Med zazenom oseba običajno zavzame sedečo držo, kot na primer položaj lotosa, pollotosa, burmanski položaj ali položaj seiza. Za uravnavanje uma oseba svojo pozornost usmeri k štetju, opazovanju dihanja ali v energijski center pod popkom (kitajsko dan tian, japonsko tanden ali hara). Za sedenje pogosto uporabljajo okroglo blazino (zafu, 座蒲), ki jo položijo na oblazinjeno rogoznico (zabuton, 座布団), redkeje pa uporabljajo tudi stole. V japonskem rinzai zenu osebe navadno sedijo tako, da so obrnjene proti centru sobe, medtem ko so v japonski soto tradiciji meditanti obrnjeni proti steni.
V soto zenu je meditacija šikantaza (»le sedenje«, 只管打坐), meditacija brez objektov, primarna oblika vadbe. Oseba se poizkuša zavedati toka misli in jim brez vmešavanja pusti, da se dvignejo na površje uma in spet izginejo. Obsežnejša filozofska in fenomenološka razlaga te prakse se nahaja v Dogenovemu Šōbōgenzu, na primer v poglavju »Načela zazena« in v poglavju »Splošno priporočeni napotki za zazen«. Rinzai zen pa poudarja pozornost na dihanje in vadbo koanov.
Čas, ki ga meditanti vsakodnevno porabijo za zazen, se razlikuje od posameznika do posameznika. Dogen za laike priporoča vsaj pet minut ali več vsakodnevne meditacije. Ključ je vsakodnevna rutina, saj zen uči, da se bo ego že po naravi opiral, zato je disciplina vsakodnevne rutine bistvena. Zen menihi običajno vsak dan izvajajo od štiri do šest zazen meditacij, vsaka pa traja od 30 do 40 minut.
Meditacijo kot vadbo lahko izvajamo v vsakem položaju. Na primer, meditacijska hoja se imenuje kinhin. Zaporedni intervali zazena so navadno povezani s krajšimi meditacijskimi hojami, ki razbremenijo noge.

#### Sesšin
Sesšin (接心, 摂心, 攝心), dobesedno »zbiranje uma«, je interval intenzivne skupinske meditacije (zazen) v zen samostanu. Vsakodnevna samostanska rutina od menihov zahteva večurno meditacijo, med sesšinom pa se skoraj izključno posvetijo vadbi zazena. Številni 30-50 minutni intervali meditacije so prepleteni s krajšimi odmori za oddih, obedi in včasih kratkotrajnim delom (jap. samu), vse aktivnosti pa izvajajo čim bolj pozorno, kot pri meditaciji. Nočni spanec traja 7 ur ali manj. Med sesšinom mojster zena intenzivno meditacijo včasih prekine z javnimi govori (teišo) in zasebnimi razgovori z učenci (ki se lahko imenujejo dokusan, daisan ali sanzen).
Pri sodobnih budističnih vadbah na Japonskem in na zahodu sesšine pogosto obiskujejo tudi laični učenci. Takšen program običajno traja 1, 3, 5 ali 7 dni. Sedem dnevni sesšini se v mnogih zen centrih odvijajo nekajkrat letno, še posebej v spomin na Budovo prebujenje. Pri tem rohatsu sesšinu si osebe prizadevajo umiriti klepet uma do točke ustavitve razmišljanja, samadhija, kenšoja ali satorija.
Ena izmed značilnosti skupinske zen meditacije je uporaba keisakuja, ploščate lesene palice ali letve, s katero mojster ohranja učence osredotočene in budne.

### Učitelj zena
Ker tradicija zena poudarja neposredno komunikacijo za razliko od preučevanja spisov, je učitelj zena tradicionalno igral osrednjo vlogo. Učitelj zena je oseba, posvečena v katero koli tradicijo zena, da poučuje dharmo, vodi učence in meditacijo ter izvaja obrede. Pomemben pojem vseh sekt zena je ideja o prenosu dharme: rod avtoritete, ki sega nazaj, vse do Šakjamuni Bude in ki se prenaša od vsakega sledečega mojstra na njegove učence. Ta pojem se navezuje na ideje, ki so izražene v Bodhidharmovemu opisu zena:
Poseben prenos zunaj svetih spisov; (教外別傳)

brez zanašanja na besede in črke; (不立文字)

neposredna usmerjenost v človeški um; (直指人心)

odkritje svoje narave in doseganje budovstva.(見性成佛)
V knjigi Pogled skozi zen John McRae raziskuje te prenose tradicije iz roda v rod, kot osrednji aspekt budizma zen. Ta genealoški pristop, ki je tako značilen za samorazumevanje zena, sicer ni popolnoma brez primere, a ima nekatere edinstvene lastnosti. Njihov pristop je:
Sorodstven (vključuje medsebojno delovanje med posamezniki, zato ne temelji le na trudu enega človeka), generacijski (urejen je po modelu starš-otrok ali učitelj-učenec) in ponavljajoč (namenjen imitaciji in ponavljanju v življenjih sedanjih in prihodnjih učiteljev in učencev).
McRae predstavlja podrobno kritiko rodbinskega sistema, vendar tudi priznava, da je le-ta osrednji element zena — celo do te mere, da si je težko predstavljati zen, ki zavrača rodbine. Zato so, na primer, v japonski šoli soto rodbinska drevesa postala osrednji del sanmatsuja, dokumentov o prenosu dharme. V zenovskih templjih in samostanih je torej običajno, da v vsakodnevnih molitvah izrečejo tudi ime rodbine šole.
Na Japonskem so med obdobjem Tokugava (1600–1868) nekateri začeli dvomiti v rodbinski sistem in njegovo veljavnost. Mojster zena, Dokuan Genko (1630–1698), je javno podvomil v potrebo po pisnem priznanju od učitelja in to odslovil kot »papirni zen«. Tudi številni drugi učitelji zena iz tega obdobja niso bili zvesti rodbinskim sistemom. Take posameznike so imenovali muši dokugo (無師獨悟, »neodvisno razsvetljeni, brez [pomoči] učitelja«) ali džigo džišo (自悟自証, »samorazsvetljeni in samopotrjeni«). Sodobni zenovski budisti kritično obravnavajo tudi vprašanja o dinamiki rodbinskega sistema, ki so jih delno navdihnile akademske raziskave zgodovine zena.
Častni nazivi, ki se uporabljajo pri govoru z ali o učitelju zena so v kitajščini: 法師 faši, 禪師 čanši; v korejščini: 스님 sŭnim (seunim), 선사 (禪師) sŏn sa (seon sa); v japonščini: 和尚 (おしょう) ošō, 老師 (ろうし)roši, 先生 (せんせい) sensei; in v vietnamščini: thầj. Mnogi od teh nazivov se ne uporabljajo le v zenu, ampak se uporabljajo tudi na splošno za budistične menihe; naziv sensei pa je moč najti tudi izven budizma.
Zahodnjaški izraz mojster zena se v praksi pogosto uporablja, ko beseda teče o pomembnih učiteljih, še posebej o starodavnih in o srednjeveških. Kljub temu ne obstajajo posebni kriteriji, po katerih se lahko oseba okliče za mojstra zena. Izraz je manj pogost v povezavi s sodobnimi učitelji. V zenovski šoli Open Mind Zen School so angleški izrazi nadomestili japonske, da bi se izognili zmedi. »Pomočnik učitelja zena« je oseba, ki ima pooblastila, da lahko prične učiti, vendar je še vedno pod nadzorom svojega učitelja. Naziv »učitelj zena« nanaša na osebo, ki lahko poučuje brez usmerjanja nadrejenih, naziv »mojster zena« pa se nanaša na osebo, ki je učitelj zena in je ustanovil svoj učni center.

### Koani
Zen budisti lahko vadijo poglabljanje v koan med sedečo meditacijo (zazen), meditacijsko hojo (kinhin) in med vsemi drugimi dnevnimi aktivnostmi. Na vadbo koana daje še posebej velik poudarek japonska šola rinzai, vendar se koani pojavljajo tudi v drugih šolah in vejah zena, odvisno od rodbine učitelja.
Koan (»ljudska prilika«) je zgodba ali dvogovor, ki se običajno navezuje na zen ali drugo budistično zgodovino; najbolj pogosto je v obliki anekdote, ki vključuje zgodnje kitajske mojstre zena. Te anekdote so praktični primeri modrosti slavnih učiteljev zena in jih lahko uporabijo za preverjanje učenčevega napredka v vadbi zena. Koani pogosto izgledajo paradoksni ali kot jezikovno nesmiselni dvogovori in vprašanja, za zen budiste pa je koan »kraj, čas in dogodek, ko se razkrije resnica«, neomejena z nasprotovanji in razločevanji jezika. Da bi lahko odgovoril na koan, se mora učenec ločiti od pojmovnega in logičnega načina mišljenja, tako da se, kot pri umetniški ustvarjalnosti, primeren uvid dvigne na površje uma naravno in spontano.
Koani so se razvili na Kitajskem v kontekstu odprtih vprašanj in odgovorov na učnih urah, ki so jih vodili kitajski mojstri zena. V današnjem času učenec zena svojemu učitelju prikaže obvladovanje določenega koana v zasebnem pogovoru (jap. dokusan (独参), daisan (代参) ali sanzen (参禅)). Učitelji zena svetujejo, da naj bi probleme koanov jemali skrajno resno ter da bi se jih lotili kot, da bi šlo za življenje ali smrt. Koani nimajo točno določenih in edinstvenih odgovorov, zato mora oseba na svoj način mojstru zena odgovoriti in pokazati razumevanje koana in zena. Učitelj lahko nato potrdi ali zavrne odgovor in vodi učenca v pravo smer. Obstajajo tudi različni komentarji na koane, ki so jih napisali izkušeni učitelji in ki lahko služijo kot vodilo za pravo razumevanje. Ti komentarji predstavljajo veliko vrednost za sodobne akademske raziskovalce koanov.

### Prepevanje in liturgija
V številnih zen samostanih in centrih je uveljavljen običaj vsakodnevnih liturgičnih obredov. Člani prepevajo pomembnejše sutre, kot je na primer Srčna sutra, 25. poglavje Lotos sutre (pogosto imenovana tudi »Avalokitešvara sutra«), Pesem zavedanja draguljnega ogledala, Mantra velikega sočutja (»Daihishin Dharani«) ter druge manj znane mantre.
Oltar, kjer opravljajo daritve podobam Bude ali bodhisattev, se imenuje butsudan. Enak izraz se uporablja tudi v japonskih domovih, kjer osebe molijo in komunicirajo s preminulimi družinskimi člani. V tem pogledu liturgijo v zenu lahko dojemamo kot način povezave z bodhisattvami iz preteklosti. Liturgijo pogosto uporabljajo med pogrebi, spominskimi slovesnostmi in drugimi posebnimi priložnostmi, kjer na pomoč kličejo nadnaravne moči.
Prepevanje in skandiranje se običajno osredotoča na glavne bodhisattve, kot sta Avalokitešvara in Mandžusri. Sodeč po budizmu mahajana so bodhisattve nebeška bitja z izjemnimi zaobljubami, da bodo osvobodila vsa bitja iz samsare (kroga rojstva, smrti in ponovnega rojstva), medtem ko bodo sama ostala v samsari. Ker je eden od ciljev zen budistov hoditi po poti bodhisattve, skandiranje uporabljajo kot način za povezovanje s temi bitji ter kot sredstvo za uresničitev tega ideala v njih samih. Na primer, z nenehnim skandiranjem Avalokitešvara sutre, um osebe postane prežet z idealom bodhisattve. Najvišji cilj je podan na koncu sutre: »Zjutraj bodi eno z Avalokitešvaro, zvečer bodi eno z Avalokitešvaro«. S spoznanjem praznine samega sebe in mahajanskega ideala vseprisotne Budove narave, se posameznik zave, da med njim samim in kozmično bodhisattvo ni razlike. Modrost in sočutje bodhisattve h kateri oseba moli je enaka notranji modrosti in sočutju molivca. Na ta način se dvojnost med subjektom in objektom, osebo in bodhisattvo, pevcem in sutro konča.
Neki sodobni roši opravičuje skandiranje suter tako, da se naslanja na besede mojstra Dogena. Dogen je znan po temu, da je izpodbil izjavo: »Naslikani riževi kolači ne potešijo lakote«. To pomeni, da sutre, ki so le simboli, kot naslikani riževi kolači, ne morejo potešiti duhovne lakote. Dogen pa je spoznal, da med metaforo in resničnostjo ni ločenosti. »Med slikami, riževimi kolači ali katero koli drugo stvarjo ni razlike.« Simbol in to, kar je simbolizirano sta v bistvu enaka, zato lahko le sutre resnično potešijo duhovne potrebe.
Za razumevanje tega nedualističnega odnosa na izkustveni ravni mora oseba liturgijo izvajati zelo intimno. O razlikovanju med liturgijo in obredom Dogen pravi sledeče: »Pri obredu so oblike in so zvoki, je razumevanje in verovanje. Pri liturgiji obstaja le intimnost.« Oseba mora liturgijo poslušati in govoriti ne le z enim čutilom, temveč s »celim telesom in duhom«. Na ta način oseba odstrani pregrado med njo samo in liturgijo. Zato Dogen uči: »Poslušaj z očmi in glej z ušesi.« Ko se oseba s svojo celotno bitjo osredotoči na neko prakso, preseže dvojnost. Dogen pravi: »Ne zanašaj se na oči in celotno telo in um bosta postala oko; ne zanašaj se na ušesa in celotno vesolje bo postalo uho.« Intimno skandiranje zato posamezniku omogoča izkustvo nedualistične resničnosti. Uporaba liturgije je orodje za preseganje starih pojmovanj samega sebe in drugih. S pomočjo te metode izvajanje liturgije omogoča spoznanje praznine (»šunjata«), ki je jedro učenj zen budizma.

### Druge tehnike
V tradiciji zena obstajajo še druge tehnike, ki se na prvi pogled zdijo nenavadne in ki naj bi služile šokiranju učencev ter jim na ta način pomagale pri osvobajanju od ustaljenih aktivnosti uma. Nekatere metode uporabljajo še danes, druge pa najdemo večinoma v anekdotah. Ena izmed njih je tudi glasen trebušni krik, katsu. V mnogih zenovskih tradicijah današnjega časa, med uradnimi svečanostmi, učitelji zena v rokah držijo palico, ki je simbol avtoritete ali pa jo med govori uporabljajo za udarjanje po mizi. Izumrla sekta fuke zen je bila znana po suizenu, meditaciji s šakuhačijem, ki ga nekateri zenovski budisti še danes izvajajo.

## Čan na Kitajskem
V stoletjih po prihodu budizma na Kitajsko je čan postal največja sekta kitajskega budizma in je, kljub »prenosu onstran svetih spisov«, proizvedel največ literature izmed katere koli sekte ali tradicije v kitajski zgodovini. Učitelji, ki naj bi bili Huinengovi nasledniki, so se začeli cepiti v številne različne šole; vsaka je imela svojevrsten poudarek, vse pa so ohranjale enako temeljno osredotočenost na meditacijsko prakso, osebne napotke in osebna izkustva.
V poznem obdobju dinastije Tang in Song se je čan tradicija nadaljevala po zaslugi mnogih uglednih učiteljev, kot so Mazu (Gilesovo prečrkovanje: Ma-tsu; jap.: Baso), Shitou (Shih-t'ou; jap.: Sekito), Baizhang (Pai-chang; jap.: Hjakujo), Huangbo (Huang-po; jap.: Obaku), Linji (Lin-chi; jap.: Rinzai) in Yunmen (jap.: Ummon), ki so razvili posebne učne metode, ki so kasneje postale značilnosti petih hiš (五家) čana. Te hiše so: guijang (潙仰宗), lindži (臨濟宗), kaodong (曹洞宗), junmen (雲門宗) in fajan (法眼宗). Ta seznam ne vključuje zgodnejše šole, kot je Mazujeva šola Hongzhou (洪州宗).
Med dinastijo Song (960–1279) je ločina lindži absorbirala šole guijang, fajan in junmen. V tem obdobju so se razne učne metode čana postopno izoblikovale v prakso gong-an (koan), ki je postala značilnost te šole budizma. Sodeč po besedah Miure in Sasakija je »za časa življenja Juanvujevega naslednika, Ta-hui Tsung-kaota (大慧宗杲; Daie Soko, 1089-1163), koan vstopil v svojo odločilno fazo.« Vadba gong-ana je prevladovala v šoli lindži, kateri sta pripadala tudi Yuan-wu in Ta-hui (pinjin: Dahui), vendar je bila v manjšem obsegu prisotna tudi v šoli kaodong. Slogi poučevanja in besede klasičnih mojstrov so zbrani v pomembnih besedilih, kot so na primer Wumenova Vrata brez vrat (1228), Yuan-wujevo Poročilo modre pečine (1125) in Wumenova Knjiga vedrine (1223). V teh besedilih so zabeležene klasične gong-an prilike, skupaj z verzi in proznimi komentarji, ki jih preučujejo generacije učencev vse do danes.
Čan je ostal vplivna verska sila na Kitajskem, kjer je cvetel tudi v obdobju po dinastiji Song in vse do današnjega časa proizvedel obsežno število verskih besedil. Čan so, skupaj z amidizmom, poučevali v mnogih kitajskih budističnih samostanih, kljub temu, da se od slednjega tradicionalno razlikuje. Sčasoma je mnogo njunih razlik izginilo in mnogi mojstri so poučevali tako čan kot tudi amidizem. V dinastiji Ming je čan doživel preporod zaradi učiteljev kot so bili Hanshan Deqing (憨山德清), ki je poučeval in pisal o obeh strujah budizma, Mijun Juanvu (密雲圓悟), ki je po smrti dobil naziv prvega patriarha obaku zena, Yunqi Zhuhong (雲棲株宏) in Ouxi Zhixu (藕溢智旭).
Po stoletjih upadanja je na začetku 20. stoletja zopet doživel preporod po zaslugi Hsu Yuna, priljubljene osebnosti kitajskega budizma tega obdobja. Dandanes številni učitelji čana dojemajo Hsu Yuna, Sheng-yena in Hsuan Hua duhovne očete, ki so razširili čan v zahodni svet, kjer je enakomerno rasel vse do današnjih dni.
V sodobnem času, s pojavom Ljudske republike, je čan doživel močno zatiranje, vendar si je dandanes na celini že precej opomogel, na Tajskem, v Hong Kongu in med v tujini živečimi Kitajci pa je pridobil mnogo pristašev.

## Zen na Japonskem
Trenutno na Japonskem obstajajo sledeče šole zena: soto (曹洞), rinzai (臨済) in obaku (黃檗). Izmed naštetih je soto največja, obaku pa najmanjša šola. Rinzai zen je razdeljen na več podzvrsti, temelječih na članstvu v posameznih templjih: Mjošin-dži, Nanzen-dži, Tenrju-dži, Daitoku-dži in Tofuku-dži.
Leta 1410 je budistični zen menih iz Nanzen-džija, obsežnega tempeljskega poslopja v japonski prestolnici Kjoto, napisal pokrajinsko pesem in naročil sliko, ki prikazuje prizor iz pesmi. Nato je po običaju tedanjega časa zbral odzive na sliko tako, da je vplivne menihe in vladne uradnike prosil naj svoja mnenja zapišejo in tako ustvarijo pesem šigadžiku in slikarski zvitek. Takšni zvitki so se pojavili v zadnjih dveh desetletjih štirinajstega stoletja, zlate dobe t. i. japonske zen kulture, kot prevladujoča oblika elitne japonske kulture.
Čeprav so Japonci že stoletja poznali zenu podobne prakse (taoizem in šintoizem), je zen postal ločena šola šele v 12. stoletju, ko je Myoan Eisai potoval na Kitajsko in se vrnil nazaj z namenom, da bi ustanovil šolo lindži (rinzai). Desetletja kasneje je Nanpo Jomyo (南浦紹明) prav tako preučeval lindži učenja na Kitajskem preden je osnoval japonsko šolo otokan, najvplivnejšo vejo ločine rinzai. Leta 1215 je Dogen, mlajši sodobnik Eisaija, odšel na Kitajsko kjer je postal učenec mojstra Tiantonga Rujinga. Po njegovi vrnitvi domov je Dogen ustanovil šolo soto, japonsko različico kaodonga. Rodbino obaku je v 17. stoletju ustanovil kitajski menih Ingen. Ingen je bil član šole lindži, kitajske različice rinzaija, ki se je stoletja razvijala neodvisno od japonske veje. Ko je Ingen po padcu dinastije Ming odšel na Japonsko, so tam njegove nauke dojemali kot ločeno šolo. Šola obaku je svoje ime dobila po gori Obaku (kitaj. Huangbošan), ki je bila Ingenov dom na Kitajskem.
Nekateri sodobni japonski učitelji zena, kot sta Daiun Harada in Shunryu Suzuki, so kritizirali japonski zen, češ da je formaliziran sistem praznih obredov, kjer redko kdo »doseže« samouresničenje. Trdijo, da so skoraj vsi japonski templji postali družinski posli, ki skozi generacije prehajajo iz očeta na sina ter da se je vloga zen svečenika povečini skrčila zgolj na maševanje pri pogrebih.
Japonska zen ustanova — vključno s sekto soto, glavnimi vejami rinzaija in nekaterimi uglednimi učitelji — je bila podvržena kritiki zaradi vpletenosti v japonski militarizem in nacionalizem med drugo svetovno vojno in med predhodnim obdobjem. Pomembnejše literarno delo, ki obravnava to tematiko, je knjiga Zen med vojno (1998) avtorja Briana Victoria, v Ameriki rojenega soto svečenika. Istočasno se je potrebno zavedati, da ta vpletenost ni bila omejena le na zen šole, temveč so vse ortodoksne japonske budistične šole podpirale vojaško državo. Morda je najbolj presunljivo to, da so bili številni mojstri zena, znani po svojem povojnem internacionalizmu in podpiranju »svetovnega miru«, med vojno odkriti nacionalisti. Nekateri izmed teh, na primer Haku'un Jasutani, ustanovitelj šole sanbo kjodan, pa so izražali svoja nacionalistična in antisemitska mnenja celo po drugi svetovni vojni.
Odprtost japonskega zena je omogočila vadbo zena celo tistim, ki niso budisti, še posebej zunaj Azije. Pojavila se je celo krščanska zen rodbina, kot tudi nekaj rodbin, ki so se opredelile kot nesektaške. Ker v zenu ne obstaja uradno upravno telo, je morda nemogoče označiti katero koli avtentično šolo za »heretično«. Zaradi tega bi morda lahko sklepali, da »ortodoksnost« v zenu ne obstaja, vendar se večina azijskih mojstrov zena s tem ne bi strinjala.

## Thiền (zen) v Vietnamu
Budizem thiền (禪宗 thiền tông) vietnamsko ime za budizem zen. Beseda thiền izvira iz izraza čan zong (禪宗 ali 禅宗), ta pa izvira iz sanskrtske besede dhjana.
Sodeč po tradicionalnih vietnamskih pripovedih je leta 580 v Vietnam pripotoval indijski menih Vinitaruci, ko je končal s šolanjem pri Sengcanu, tretjemu patriarhu kitajskega zena. To je bil prvi pojav vietnamskega zen budizma. Sekta, ki sta jo ustanovila Vinitaruci in njegov edini učenec, je kasneje postala poznana kot najstarejša veja thiềna. Po začetnem obdobju neznanosti je v 10. stoletju Vinitarucijeva šola postala ena izmed najbolj vplivih budističnih skupin v Vietnamu, še posebej v času patriarha Van-Hanha (umrl 1018). Drugi dve vietnamski šoli zena sta še vo ngon thong, ki je poučevala Mazujeve nauke, in Thao Duong, ki je vključevala pevske tehnike nianfo. Obe šoli so ustanovili kitajski menihi. Kasneje je eden izmed vietnamskih verskih kraljev ustanovil novo šolo, imenovano truk lam, ki je nakazovala globoke vplive konfucianizma in taoizma. Vseeno pa je truk lamov ugled v sledečih stoletjih upadel, ko je na kraljevskem dvoru postal dominanten konfucionizem. V 17. stoletju je skupina kitajskih menihov pod vodstvom Ngujena Thieua ustanovila novo aktivno šolo, lam te, ki je vietnamska izgovorjava kitajske besede lindži. V 18. stoletju je nastala bolj udomačena različica lam teja, lieu kvan, ki je od tedanjega časa prevladujoča veja vietnamskega zena.
Avtor številnih knjig in soustanovitelj dharma centra Plum Village v Franciji, Nhat Hanh, je eden izmed najbolj slavnih pripadnikov sinhronega korejskega budizma zen na zahodu.

## Seon (zen) v Koreji
Seon je prihajal v Korejo med 7. in 9. stoletjem n. št. postopoma, ko so korejski menihi (pretežno iz šol hvaom (華嚴) in »le zavest« (唯識)) začeli potovati na Kitajsko, da bi se naučili te novo nastajajoče tradicije. Mazu je za časa svojega življenja pričel privabljati korejske učence; zgodbe pravijo, da naj bi bil prvi Korejec, ki se je učil seona Peomnang (法朗). Mazujevi nasledniki so prav tako imeli številne korejske učence in nekateri so se vrnili nazaj v svojo domovino in tam ustanovili šole Gusan (»devet gora«, 九山). Tudi Taego Bou (1301–1382) se je učil na Kitajskem in se kasneje vrnil domov, da bi združil Gusan. To so bili začetki korejskega zena.
Seon je dobil največji zagon in vzpodbudo od meniha Jinula (知訥) (1158–1210), ki je ustanovil reformatorsko gibanje in v Korejo prinesel vadbo koanov. Jinul je dal izgraditi tempelj Songvangsa (松廣寺), ki je imel vlogo novega centra, osredotočenega na pristno vadbo. Za časa Jinulovega življenja je postal večinoma seonski red džogje (korejsko ime za Huinenga) prevladujoča oblika korejskega budizma. Ta položaj je obdržal vse do danes. Ob koncu obdobja gorjeo in med obdobje džoseon se je red džogje najprej združil z učenjaškimi šolami budizma, nato pa ga je vladajoči konfucianistični razred izpodrinil, četudi je džogje obdržal svojo moč zunaj večjih mest, med podeželskim prebivalstvom in asketskimi menihi v gorskih zatočiščih.
Kljub upadu so se v sledečih stoletjih pojavljali pomembni učitelji seona, kot na primer Hyegeun (慧勤), Taego (太古), Gihwa (己和) in Hyujeong (休靜), ki so nadaljevali z razvijanjem osnovnega modela Jinulovega korejskega meditacijskega budizma. Seon dandanes v Koreji še vedno izvajajo v številnih večjih meniških centrih, poučujejo pa ga tudi na univerzi Dongguk, kjer je iz študija te religije mogoče tudi diplomirati. V sodobni Koreji po številu članov prvo mesto med veroizpovedmi nedvomno zaseda red džogje, ki je po naravi zenovska sekta.
Seon je znan po poudarku na meditaciji, meništvu in askezi. Mnogi korejski menihi si ne lastijo skoraj nobenih osebnih stvari in včasih prekinejo vse vezi z zunanjim svetom. Nekateri menihi so berači, ki potujejo od templja do templja, kjer meditirajo. Med menihi, ki menijo, da je izvajanjem meditacije najpomembnejša stvar, prevladuje puščavniški življenjski slog.
Korejski budizem je trenutno v stanju počasnega prehoda. Včasih je bila temelja teorija korejskega budizma Jinulovo načelo »nenadnega razsvetljenja in postopnega spoznanja«, dandanes pa ima na korejski budizem močan vpliv oživitev Hui Nengove ideje o »nenadnem razsvetljenju in nenadnemu spoznanju«. Čeprav med člani reda džogje vlada odpor, se vzdušje korejskega budizma postopoma spreminja.
Kvan Um šola zena (Kwan Um School of Zen), ena izmed največjih zenovskih šol na zahodu, poučuje obliko seon budizma. Soeng Hjang Soen Sa Nim (roj. 1948) je vodilna dharma učiteljica mednarodne Kvan Um šole zena ter naslednica umrlega Seung Sahn Soen Sa Nima.

## Zen v zahodnem svetu
Čeprav je težko zaslediti, kdaj je zahodni svet začel dojemati zen kot ločeno obliko budizma, obisk Soyena Shakuja, japonskega zenovskega meniha, v Chicagu med Parlamentom svetovnih religij leta 1893, pogosto označujejo kot prelomnico. Med poznimi petdesetimi in zgodnjimi šestdesetimi leti 20 stoletja, je število zahodnjakov, ki so se resno začeli zanimali za zen, končno doseglo pomenljiv nivo.

### Zen in zahodnjaška kultura
V Evropi imata iz tematskega stališča ekspresionistično in dadaistično gibanje mnogo skupnega z zenom in preučevanjem koanov. Zgodnji francoski surrealist René Daumal je znan po prevodih del D. T. Suzukija kot tudi sanskrtskih budističnih besedil.
Eugenova Herrigelova knjiga Zen v umetnosti lokostrelstva (1953), ki opisuje njegovo urjenje v zen borilnih veščinah, kot je kjudo, je navdihnila številne zgodnje pristaše zena v zahodnem svetu. Kljub temu so nekateri akademiki, kot je Yamada Shoji, knjigo takoj ob izidu kritizirali.
Britansko-ameriški filozof, Alan Watts, je preučeval zen z izjemnim zanimanjem ter med petdesetimi leti o njem veliko napisal in predaval. Watts je zen razumel kot sredstvo za mistično preobrazbo zavesti, kot tudi zgodovinski primer nezahodnjaškega, nekrščanskega načina življenja, ki je proizvajal praktične in likovne umetnine.
Jackov Kerouacov roman, Klateži dharme (1959), je bralcem omogočil vpogled v bohemsko življenje majhne skupine ameriških mladostnikov iz zahodne obale, ki jih je očaral budizem in zen. Poleg pripovedovalca je glavni junak romana »Japhy Ryder«, ki predstavlja grob oris Garyja Snyderja. Zgodba temelji na resničnih dogodkih, ko se je Snyder v Kaliforniji pripravljal na študij zena v japonskih samostanih med letoma 1956 in 1968.
Thomas Merton (1915–1968), trapistični menih in duhovnik, je mednarodno priznan kot eden izmed redkih zahodnjaških umov, ki se je čutil popolnoma domačega v azijski »izkušnji«. Tako kot njegov prijatelj, D. T. Suzuki, je tudi Merton verjel, da mora biti kanček zena v vseh avtentičnih ustvarjalnih in duhovnih izkušnjah. Pogovor med Mertonom in Suzukijem raziskuje številne skladnosti med krščanskim misticizmom in zenom.
Reginald Horace Blyth (1898-1964) je bil Anglež, ki je leta 1940 odpotoval na Japonsko, da bi dopolnil svoje znanje o zenu. Med Drugo svetovno vojno so ga zaprli v ječo, kjer je začel pisati. Po vojni je postal zasebni učitelj kronskega princa. Njegovo največje delo je knjiga v petih zvezkih, Zen in zenovski klasiki, izdana leta 1960. V knjigi avtor razglablja o zenovskih temah iz filozofskega stališča — pogosto na primerjalni način v kombinaciji s krščanskimi elementi. Njegovi eseji vključujejo dela kot so Bog, Buda in budovstvo (»God, Buddha, and Buddhahood«) in Zen, greh in smrt (»Zen, Sin, and Death«). Blyth je znan po njegovi navdušenosti nad zenom, vendar ne na povsem nekritičen način. Njegova dela bi lahko označili kot neortodoksna, domiselna in zbadljiva.
Kljub temu, da je knjiga Roberta M. Pirsiga, Zen in umetnost vzdrževanja motorjev leta 1974 postala uspešnica, ima malo skupnega z zenom kot versko dejavnostjo. Knjiga obravnava idejo Pirsigove metafizike lastnosti iz stališča glavnega junaka. Pirsig je za časa pisanja knjige obiskoval Minnesota Zen Center. Dejal je, da kljub naslovu knjige »ne bi smeli povezovati z obsežnim korpusom informacij, povezanih z ortodoksnim zen budizmom.« Čeprav Pirsigova knjiga ne obravnava ortodoksne zenovske prakse, razkriva mnoge subtilne vidike zenovskega življenja in mišljenja, ne da bi usmerjala pozornost na katero koli vero ali versko organizacijo.
Mnogi sodobni avtorji so raziskovali odnos med zenom in številnimi drugimi disciplinami, vključno s starševstvom, poučevanjem in vodstvom. Timothy H. Warneka, strokovnjak za vodenje, za tolmačenje vodstvenih strategij uporablja mnoge zen zgodbe, kot je na primer »Razumevanje harmonije«.

### Zahodnjaške zenovske tradicije
V zadnjih petdesetih letih so se v zahodnem svetu ukoreninile prevladujoče oblike zena pod vodstvom učiteljev, ki so se učili v vzhodni Aziji, in njihovih naslednikov.
V Severni Ameriki najštevilnejše zenovske tradicije izhajajo iz japonske šole soto. Med njih štejemo San Francisco Zen Center, ki ga je ustanovil Shunryu Suzuki, ter White Plum Asanga, ki ga je ustanovil Hakuyu Taizan Maezumi. Suzukijev San Francisco Zen Center je leta 1967 postavil prvi zenovski samostan v Ameriki, imenovan Tassajara. Maezumijevi nasledniki so ustanovili šole kot so Great Plains Zen Center, Mountains and Rivers Order, Zen Peacemaker Order ter Ordinary Mind School. Ločina katagiri, ki jo je ustanovil Dainin Katagiri, ima dokaj obsežno članstvo na ameriškem srednjem zahodu. Tako Taizan Maezumi kot tudi Dainin Katagiri sta v šestdesetih letih kot svečenika služila v misijonu Zenshuji Soto.
Taisen Deshimaru, učenec Kodo Sawakija, je bil soto svečenik iz japonske, ki je učil v Franciji. Ustanovil je Mednarodno zenovsko zvezo, ki je še dandanes vplivna. Ameriška zenovska zveza, ki ima svoj sedež v New Orleansu, je ena izmed severnoameriških organizacij, ki pripada tradiciji dešimaru.
Soyu Matsuoka je bil opat templja Long Beach Zen Buddhist Temple in šole Zen Center. Tempelj je deloval kot sedež za zenovske centre v Atlanti, Chicagu, Los Angelesu, Seattlu in Everettu v Washingtonu. Tempelj v Long Beachu je ustanovil leta 1971, kjer je tudi bival do svoje smrti leta 1998.
Sanbo kjodan je japonska reformatorska zenovska skupina, ki jo je leta 1954 ustanovil Yasutani Hakuun. Skupina je imela precejšen vpliv na razvoj zena na zahodu. Sanbo kjodan večinoma temelji na tradiciji soto, vendar vključuje tudi vadbo koanov v slogu šole rinzai. Yasutanijev pristop k zenu je bilo mogoče prvič v angleško govorečem svetu opaziti v Kapleauovi knjigi Trije stebri zena (1965), ki je bila ena izmed prvih knjig, ki je zahodnjakom predstavila zen kot vadbo in ne le kot filozofijo. Od zenovskih skupin, temelječih na Sanbo kjodanu, so najbolj poznane tiste, ki so povezane s Philipom Keplauom, Robertom Aitkenom in Johnom Tarrantom.
V Veliki Britaniji je Jiyu Kennett Roši ustanovila samostan Throssel Hole Abbey kot sestrski samostan Shasta Abbey v Kaliforniji. Kennett je bila posvečena v svečeništvo v Šodži-džiju, enemu izmed dveh glavnih soto templjev na Japonskem (knjiga Divja bela gos opisuje njene izkušnje na Japonskem). Njen red se imenuje Order of Buddhist Contemplatives. Na Otoku Taizanovo Maezumijevo šolo predstavlja White Plum Sangha UK, Deshimarujeva šolo pa je znana kot IZAUK (Intl Zen Assoc. UK). Londonski Zen Centre je povezan z organizacijo Buddhist Society, medtem ko je Western Chan Fellowship združenje laičnih pristašev. V Angliji so registrirani kot dobrodelna organizacija, vendar imajo svoje podružnice tudi drugod po Evropi.
Na zahodu obstaja tudi nekaj rinzai centrov. V Severni Ameriki so med najbolj znanimi centri Rinzai-ji v Kaliforniji, Dai Bosatsu Zendo Kongo-ji v New Yorku, Chozen-ji na Havajih, Daiyuzenji v Chicagu in Chobo-Ji v Seattlu. V Evropi se nahaja samostan Egely Monastery.
Vsi uspešni učitelji zena na zahodu niso izhajali le iz japonskih tradicij; bili so tudi učitelji čana, seona in thien budizma. Kar nekaj je tudi učiteljev zena, ki so se učili v azijskih deželah in tradicijah, vendar so zaradi korupcije ali političnih problemov ustanovili neodvisne šole. Ena izmed takih organizacij je Open Mind Zen na Floridi.
Prvi kitajski mojster, ki je poučeval zahodnjake v Severni Ameriki, je bil Hsuan Hua, ki je v San Franciscu, v zgodnjih šestdesetih letih, učil zen, amidizem, tiantai, vinaja in vadžrajana budizem. V Kaliforniji je na velikem posestvu ustanovil samostan in center City Of Ten Thousand Buddhas. Drugi kitajski učitelj zena je bil Šeng-jen, mojster, ki je bil izurjen tako v kaodongu kot tudi v lindžiju. ZDA je prvič obiskal leta 1978 pod pokroviteljstvom organizacije Buddhist Association of the United States, nato pa je leta 1980 v New Yorku ustanovil center Chan Meditation Center.
Najbolj znan korejski učitelj zena na zahodu je bil Seung Sahn. Seung Sahn je na Rhode Islandu ustanovil Providence Zen Center. Kasneje je ta center postal sedež šole Kwan Um School of Zen, obsežnega omrežja sorodnih zen centrov.
V zahodnem svetu sta bila vplivna tudi dva vietnamska učitelja zena: Thich Thien-An in Thich Nhat Hanh. Thien-An je Ameriko obiskal leta 1966 kot gostujoči profesor na Kalifornijski univerzi (UCLA), kjer je učil tradicionalno thien meditacijo. Nhat Hanh je bil med vietnamsko vojno menih in mirovni aktivist. Za svoje mirovno udejstvovanje mu je leta 1967 Martin Luther King mlajši podelil Nobelovo nagrado za mir. Leta 1966 je moral prisilno zapustiti Vietnam. Danes živi v samostanu Plum Village, v Franciji. Na temo budizma je napisal več kot sto knjig, zato je med zahodnjaškimi bralci eden najbolj opaznih budističnih avtorjev. Nhat Hanh v svojih knjigah in govorih poudarja pozornost (sati) kot najpomembnejšo vadbo v vsakodnevnem življenju.

#### Zvezne organizacije
V zadnjih nekaj letih sta bili v ZDA ustanovljeni dve zvezni organizaciji. Najstarejša je American Zen Teachers Association (»Zveza ameriških učiteljev zena«), ki je pokrovitelj vsakoletnih konferenc. Severnoameriški učitelji sota pod vodstvom nekaterih naslednikov Taizana Maezumija in Shunryuja Suzukija so ustanovili organizacijo Soto Zen Buddhist Association (»Zveza soto zen budistov«).

### Zen avtorji

#### Tradicionalni
- Linji (Rinzai)
- Dogen
- Hsu Yun
- Huineng

#### Sodobni
- Robert Aitken
- Charlotte Joko Beck
- Thich Thien-An
- Dogo Barry Graham
- Thich Nhat Hanh
- Philip Kapleau
- John Daido Loori
- Dennis Genpo Merzel
- Seung Sahn
- D. T. Suzuki
- Shunryu Suzuki
- Reb Anderson
- Eido Tai Shimano
- John Tarrant
- Brad Warner
- Barbara Kosen
- Eugen Herrigel